# 施皮克岛
施皮克岛（德語：Spiekeroog，發音：[ˈʃpiːkɐˌʔoːk] ⓘ）是德国东弗里西亚群岛的岛屿，面积约18.15平方千米，人口647（2023年）。该岛由德国下萨克森州维特蒙德县的同名市镇管辖。